# エルヴィン・スケラ
エルヴィン・スケラ（Ervin Skela, 1976年11月17日 - ）は、アルバニア・ヴロラ出身の元同国代表サッカー選手。現役時代のポジションはミッドフィルダー。

## 経歴

### 初期
幼少の頃からサッカーに親しみ、地元のKSフラムルタリ・ヴロラプロキャリアを開始。ヴロラでは、1993年短期間KFティラナに貸し出されたのを除き1992年から1995年の3シーズン過ごした。

### ドイツ
ヴロラからドイツの1.FCウニオン・ベルリンに移籍し、3シーズンで57試合8ゴールを記録。1997年にFCエルツゲビルゲ・アウエ移籍し、2シーズンで47試合7ゴールを記録。1999年にはケムニッツFCに移籍し、ここで50試合11ゴールを記録した。2000年1月の移籍市場でケムニッツFCに加入したが、このシーズンは勝ち点1差でブンデスリーガ昇格を逃した。しかし、ケムニッツでは半年間の15試合に出場しただけで翌シーズンにアイントラハト・フランクフルトに加入、3シーズンで92試合26ゴールを記録した。アルミニア・ビーレフェルトに移籍し1シーズン32試合に出場した後、2005年に1.FCカイザースラウテルンに移籍した。カイザースラウテルンでは34試合4ゴールを記録するも、チームは2部に降格したため、2005-06シーズン終了後にクラブと契約を解除し、2006年にフリーでイタリアのアスコリ・カルチョに加入した。
アスコリと1年契約を結び、2006年9月9日にデビューを果たすも先発の座をなかなか掴めずにいたため、すぐにチームと契約解除をした。イタリアでは7試合でノーゴールと失敗に終わった。
2007年1月の移籍市場で29日にエネルギー・コットブスに2年半の契約で加入。コットブスでは主要選手として観客の人気を集め、2007-08シーズンは34試合7ゴールを記録し2部降格の危機を救った。2009年6月30日、契約終了に伴い退団した。
4ヶ月後の10月14日にTuSコブレンツと3年契約を結ぶ。2011年2月1日にTSVゲルマニア・ヴィンデックに移籍。3月4日に退団し、アルカ・グディニャに入団した。

### 代表
2000年8月15日、0-0と引き分けたキプロスとの親善試合でアルバニア代表デビュー。以降は主力選手として2002 FIFAワールドカップ・ヨーロッパ予選、UEFA EURO 2004予選、2006 FIFAワールドカップ・ヨーロッパ予選、UEFA EURO 2008予選等に出場し、通算75試合13得点を記録した。